# Jackie McNamara
John Robert "Jackie" McNamara (Glasgow, 24 de outubro de 1973) é um ex-futebolista e treinador de futebol escocês, que atuava tanto como lateral, quanto como meio-campista.
Se destacou mais no Celtic, onde jogou por uma década (255 partidas, dez gols).

## Carreira

### Dunfermline Athletic
McNamara, filho de um jogador homônimo que também se consagrou no Celtic, iniciou a carreira no Dunfermline Athletic, em 1991. Disputou 55 partidas por esta equipe entre 1991 e 1995, quando se transferiu para os Bhoys.

### 1995-2005: uma década de êxitos no Celtic
Após deixar o Dunfermline, assinou com o Celtic em 1995 por 650 mil libras. Seu desempenho no principal time da Escócia impressionou tanto, que no ano seguinte foi eleito o melhor jogador jovem da Premier League de seu país.
McNamara ganhou seu primeiro troféu com o clube na temporada 1997-98, quando o Celtic ganhou a Premier League, impedindo que os arqui-rivais do Rangers tivessem a chance de faturar o triunfo pela décima vez seguida. McNamara teve uma presença regular no time titular do Celtic até a chegada de Martin O'Neill na temporada 2000-01, quando começou a perder espaço na equipe de Glasgow.
No entanto, o lateral se tornou um jogador importante para o Celtic durante a passagem de O'Neill, sendo atribuído o prêmio de jogador do ano em 2004. No ano seguinte, foi nomeado capitão em virtude do antigo dono da braçadeira, Paul Lambert, ter se lesionado e perdido grande parte da temporada. McNamara disputou quase todos os jogos na liga na temporada 2004-05.

### Saída do Celtic
O contrato de McNamara terminaria no final da temporada. Gordon Strachan, substituto de O'Neill, garantiu que contaria com o lateral/meia no clube, mas o Celtic demorou muito para oferecer um novo contrato, esperando até a próxima temporada para isto. Nessa altura, McNamara aceitou uma oferta do Wolverhampton Wanderers, uma vez que ele não estava nos planos dos Bhoys para a temporada seguinte.
McNamara pretendia terminar a sua carreira no Celtic, mas esse sonho foi por "água abaixo" quando não assinou a renovação de contrato. Depois que ele tinha aceitado a oferta do Wolves, ele sentiu que o Celtic mostrou "total falta de respeito" em seus comentários à comunicação social e acusou o clube de prejudicar sua reputação em benefício próprio. Em seu novo contrato com os Lobos, McNamara estava ganhando o mesmo salário que recebia no Celtic.

### Wolverhampton Wanderers
Jackie assinou um contrato com o Wolves no verão de 2005, sendo esta uma transferência concretizada ao abrigo da Lei de Bosman (sem custos).
Após um começo promissor no Wolves, o lateral sofre lesão nos ligamentos cruzados do joelho num jogo com o Leicester City, em setembro. Ele voltou no penúltimo jogo da temporada 2005/06 em casa contra o Brighton & Hove Albion.

### Aberdeen
McNamara voltou à Escócia, dessa vez para jogar no Aberdeen, assinando um contrato de dois anos, em 2007, mas ele deixou o time antes do final da temporada, juntamente com o treinador Jimmy Calderwood, alegando "excesso de viagens e lesões" como razões para a sua saída. Três semanas mais tarde, assina com o modesto Falkirk para a temporada 2008-09.

### Falkirk
Em 13 de maio de 2008, McNamara assinou um contrato de dois anos com o Falkirk. Já veterano, ele disputou 40 partidas pela nova equipe, mas não conseguiu marcar nenhum gol

### Partick Thistle
Sem espaço no Falkirk, McNamara acabou por ser emprestado ao Partick Thistle, onde só disputou quatro jogos, tempo suficiente para o clube da periferia de Glasgow contratá-lo em definitivo.
Em 15 de abril de 2011, McNamara foi anunciado como novo treinador do Partick, em substituição a Ian McCall, sendo mais um atleta profissional de futebol a exercer a função de jogador-treinador.
Sua última partida como jogador foi justamente contra o Falkirk, penúltima equipe defendida por ele. Acumulando funções a partir da demissão de McCall, permaneceu o restante da temporada como treinador dos Jags, função que exerceu durante 2 temporadas.

## Seleção Escocesa
McNamara estreou na Seleção Escocesa de Futebol em 1996, e deixou a equipe em 2005, disputando 33 partidas, não marcando nenhum gol. Disputou a Copa de 1998, onde a Escócia acabou eliminada na primeira fase. Com 23 anos de idade, foi, juntamente com o zagueiro Christian Dailly, o atleta mais novo de um envelhecido elenco (9 jogadores tinham 30 anos ou mais), sendo que o lateral era apenas 1 dia mais jovem que o companheiro de equipe.

## Prêmios
- Premier League escocesa: 1998, 2001, 2002 e 2004 (todos pelo Celtic).
- Copa da Escócia: 1995, 2001 e 2004 (idem).
- Copa da Liga escocesa: 1998, 2000 e 2001 (idem).